# Tiden Norsk Forlag
Tiden Norsk Forlag este o editură norvegiană care a fost fondată de Partidul Muncitoresc Norvegian în 1933. Ea este deținută integral de Gyldendal Norsk Forlag AS și publică în prezent beletristică și literatură generală

## Istoric
Editura a fost fondată în 1933 de către Partidul Muncitoresc Norvegian. În 1936 ea a achiziționat Fram Forlag. În anii de dinainte de război principalii autori publicați au fost Aksel Sandemose și Lars Berg. Cărțile lor s-au vândut bine și au contribuit în mare măsură la menținerea pe piață a editurii. După război acest rol a fost preluat de Alf Prøysen și Anne Cath. Vestly.
În timpul ocupației germane a Norvegiei (1940-1945) Tiden Norsk Forlag a fost singura editură norvegiană majoră care a fost închisă de către autoritățile germane. În aprilie 1940 un număr mare de cărți ale editurii au confiscate de germani și în toamna aceluiași an directorul Kolbjørn Fjeld a fost arestat, iar multe cărți au fost topite. Cărțile scrise de Sandemose și Berg s-au aflat în fruntea listei de cărți care au fost confiscate.
Editura a fost reorganizată în 1947, având ca principali acționari Partidul Muncitoresc Norvegian, Confederația Sindicatelor Norvegiene (LO) și Asociația Cooperatistă Norvegiană (NKL). 
În 1991 editura Tiden a devenit o filială a grupului Gyldendal Norsk Forlag, în care Gyldendal deținea 91% din acțiuni, în timp ce Norsk Kjemisk Industriarbeiderforbund și Confederația Sindicatelor Norvegiene aveau restul de 9%. La 1 ianuarie 2004 Gyldendal a cumpărat toate acțiunile și a reorganizat editura ca departament în cadrul grupului.
Departamentele de carte pentru copii ale editurilor Tiden și Gyldendals au fuzionat, formând Gyldendal Tiden ANS în 1996. Departamentul este numit din 2004 Gyldendal Barn & Ungdom.

## Directori
- Kolbjørn Fjeld (1933–1971)
- Trygve Johansen (1971–1988)
- Liv Lysaker (1988–2001)
- Else Pran (2001–2003)
- Richard Aarø (2004–)

## Legături externe
- Tidens nettsider